# Christian Weber (Politiker, 1898)
Christian Weber (* 26. März 1898 in Nordhemmern; † 20. Juni 1969 in Minden) war ein Politiker der CDU.
Weber war seit 1930 selbstständiger Schneider. Während der Zeit der Weimarer Republik war er bis 1933 Mitglied im Jungdeutschen Orden. Während des Zweiten Weltkrieges war er Soldat. Nach 1945 schloss sich Weber der CDU an. Im Jahr 1946 war er Mitglied im Provinzialrat Westfalen. Zwischen 1946 und 1947 war er Abgeordneter im ernannten Landtag von Nordrhein-Westfalen.